# 沃勒 (內陸郡)
沃勒（挪威語：Våler）是挪威的一個市镇，位於内陆郡，行政中心为沃勒村。市镇面积为705平方公里，人口数量为3,906人（2004年），人口密度为每平方公里6人。